# Simeuluë

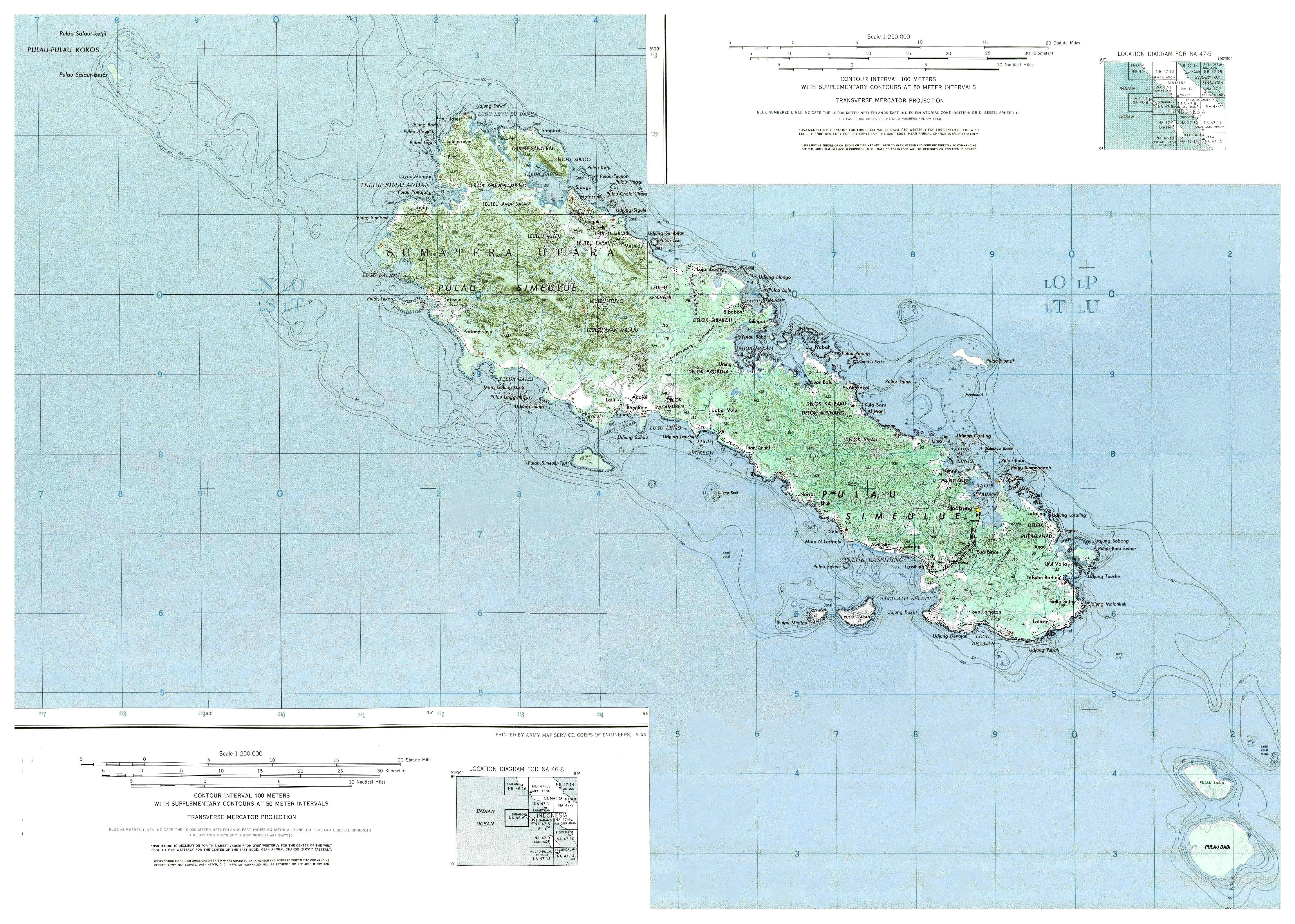
Pulau Simeuluë M 1:250.000

Simeuluë ist eine indonesische Insel vor der Westküste von Sumatra. Sie liegt 150 Kilometer vor der Westküste Sumatras im Malaiischen Archipel im Indischen Ozean.

## Geografie
Die Insel hat eine Fläche von 1844 Quadratkilometern und ist etwa 100 Kilometer lang. Hauptstadt ist Sinabang im Südosten der Insel. Simeuluë liegt 60 km nordwestlich der Banyak-Inseln und 140 km nordwestlich von Nias.

## Bevölkerung
Die meisten der 82.000 Einwohner sind Muslime. Ein Großteil lebt von Landwirtschaft und Fischerei. Wichtigste Erzeugnisse sind Gewürznelken und Kokosnüsse.

## Sprache
Die Sikule-Sprache gehört zum Nordwest-Sumatra-Zweig der malayo-polynesischen Sprachen.

## Natur
Im Norden liegen Mangrovenwälder, das Landesinnere ist bewaldet. Entlang der Küste finden sich Korallenriffe und zahlreiche kleine Inseln. Die Simalur-Zwergohreule gehört zu den endemischen Tierarten.

## Naturkatastrophen
Simeuluë liegt nur wenige Kilometer vom Epizentrum des Seebebens vom 26. Dezember 2004 entfernt. Es gab damals zwar gewaltige Sachschäden, aber nur wenige Tote. Die Menschen flohen rechtzeitig in die Berge, weil sie durch Erzählungen gewarnt waren: Als Simeulue 1907 von einem schweren Tsunami getroffen wurde, starben Tausende. Auch damals hatte sich das Meer zunächst zurückgezogen. Infolge der Verschiebung der tektonischen Platten, die zu dem Erdbeben geführt hatte, wurde die Insel versetzt: Sie liegt heute etwa 15 Meter weiter südwestlich als vor dem Beben.
Durch einen Großbrand nach den drei Meter hohen Flutwellen im Zuge des schweren Seebebens mit Epizentrum Nias vom 28. März 2005 wurde ein Großteil der Insel zerstört. Auch die angrenzenden Banyak-Inseln wurden schwer getroffen.

Ansichten
Straße in Sinabang
Wiederaufbau der durch das Feuer zerstörten Häuser
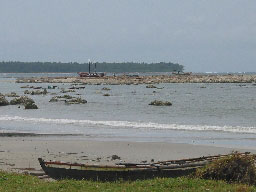
Gestrandete Boote